# Knipolegus striaticeps
Knipolegus striaticeps là một loài chim trong họ Tyrannidae.